# کلی اولینیک
کلی اولینیک (انگلیسی: Kelly Olynyk؛ زادهٔ ۱۹ آوریل ۱۹۹۱) یک بازیکن بسکتبال اهل کانادا است.
از باشگاه‌هایی که در آن بازی کرده‌است می‌توان به بوستون سلتیکس اشاره کرد.
وی در مسابقات بین‌المللی در مجموع برندهٔ ۱ مدال برنز شده‌است.